# Đokin Toranj
Đokin Toranj (serb. cyr. Ђокин торањ) – szczyt w masywie Treskavica, w Górach Dynarskich. Leży w Bośni i Hercegowinie. Jest najwyższym szczytem masywu Treskavica.